# Великодмитровицька сільська рада
| Великодмитровицька сільська рада — колишній орган місцевого самоврядування у Обухівському районі Київської області з адміністративним центром у с. Великі Дмитровичі. Історична дата утворення: 7 листопада 1943 року . Водоймища на території, підпорядкованій даній раді: Тихань. Сільській раді були підпорядковані населені пункти: - с. Великі Дмитровичі - с. Малі Дмитровичі |

## Склад ради
Рада складалася з 16 депутатів та голови.

### Керівний склад ради
| ПІБ                     | Основні відомості                                                                      | Дата обрання | Дата звільнення |
| ----------------------- | -------------------------------------------------------------------------------------- | ------------ | --------------- |
| Божко Світлана Петрівна | Сільський голова, 1973 року народження, освіта, Всеукраїнське об'єднання «Батьківщина» | 26.03.2006   | 31.10.2010      |
| Божко Світлана Петрівна | Сільський голова, 1973 року народження, освіта середня спеціальна, позапартійна        | 31.10.2010   |                 |

Примітка: таблиця складена за даними джерела